# Zogenweiler
Zogenweiler ist eine Ortschaft in der Gemeinde Horgenzell im Landkreis Ravensburg. Sie liegt zwischen Bodensee und oberschwäbischem Hügelland etwa fünfzehn Kilometer westlich von Ravensburg. Die Entfernung nach Friedrichshafen zum Bodensee beträgt etwa 25 Kilometer. Das ehemalige Rathaus von Zogenweiler liegt 674 m über Normalnull.
Nachbarorte sind Horgenzell, Fronhofen sowie die Horgenzeller Teilorte Ringgenweiler und Danketsweiler (alle Landkreis Ravensburg).

## Geschichte

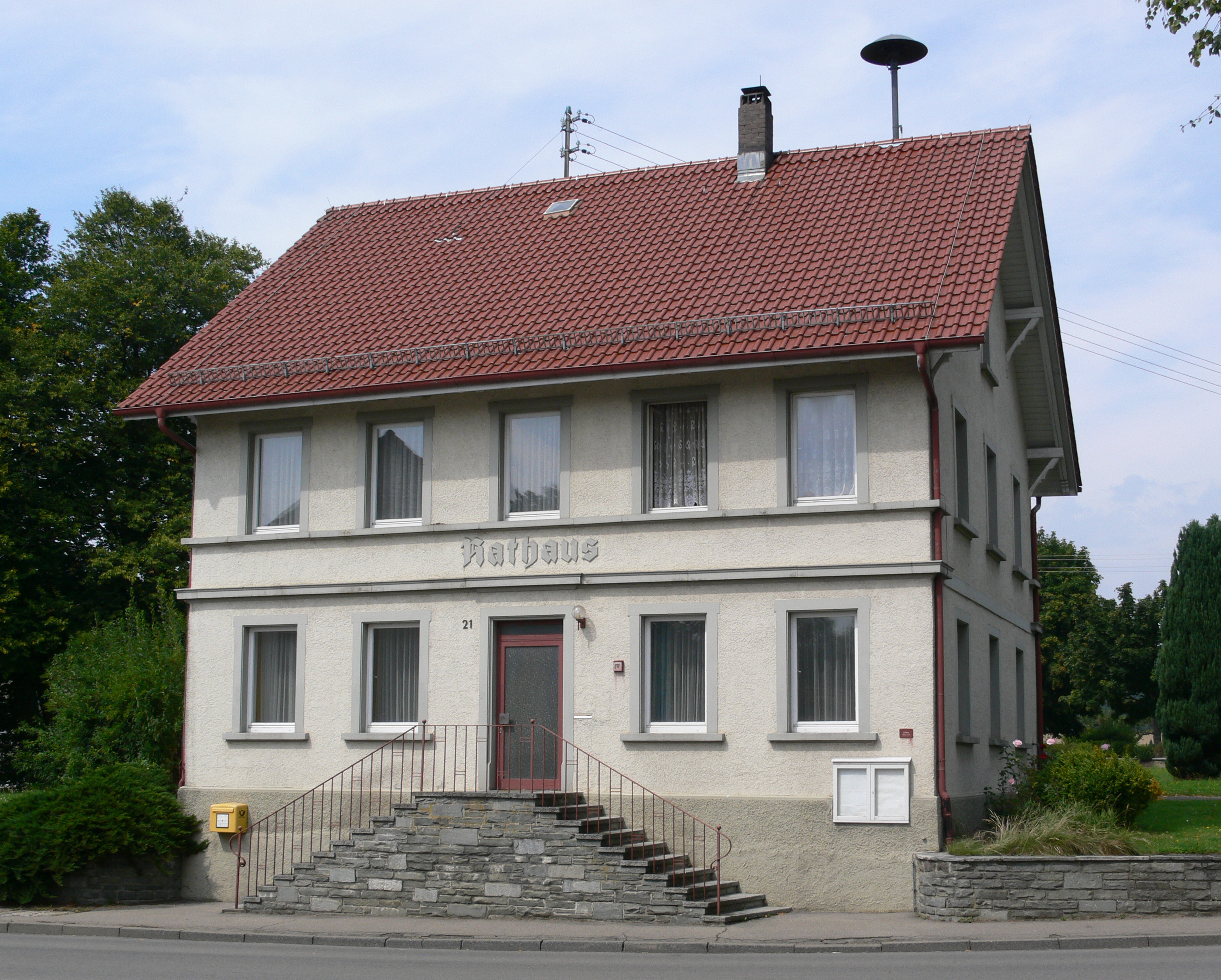
Rathaus in Zogenweiler

Die ehemalige Gemeinde ist aus dem gleichnamigen Amt der Landvogtei Schwaben hervorgegangen, die die Landeshoheit über das Gebiet besaß.
Hauptgrundherren waren das Kloster Weingarten, Institutionen in der Stadt Ravensburg und die Landvogtei Schwaben.
Das Patronat über die 1258 erstmals genannte Pfarrkirche St. Felix und Regula in Zogenweiler kam 1431 durch Kauf an das Stift Markdorf. In Ringgenweiler erhielt das Kloster Petershausen um 1070 Besitz, der 1621 durch Kauf an das Kloster Weingarten kam, das hier schon früher begütert war. Das Patronat über die Pfarrkirche St. Stephan in Ringgenweiler ging 1621 ebenfalls von Petershausen an das Kloster Weingarten über.
In Wechsetsweiler hatten die Klöster Weingarten und Weißenau Besitz. Mit der Landvogtei Schwaben kam auch Zogenweiler 1806 unter die Oberhoheit des Königreichs Württemberg, das zunächst (1810) eine Oberschultheißerei Zogenweiler einrichtete, der sieben Schultheißereien nachgeordnet waren. 1826 wurde die Gemeinde Zogenweiler gebildet, wobei Teile an Hasenweiler abgetreten wurden. Die Gemeinde Zogenweiler war dem Oberamt Ravensburg zugeordnet. Seit dem 1. März 1972 ist Zogenweiler ein Teil der Gemeinde Horgenzell.

## Wappen
Als erste der vier ehemals württembergischen Gemeinden im Raum Horgenzell erhielt Zogenweiler am 6. Juli 1948 vom Innenministerium des Landes Württemberg-Hohenzollern das Recht zur Führung eines Gemeindewappens verliehen, das folgendermaßen festgelegt wurde: „In Silber (Weiß) drei rote Spangen, darüber in rotem Schildhaupt ein silberner (weißer) Abtsstab mit der Krümmung nach links.“
Die drei Spangen stammen aus dem Siegel eines Cunrat Ringgenweiler vom Jahr 1359, der wohl als Ortsadel mit dem Teilort Ringgenweiler in Verbindung gebracht werden kann. Der Abtsstab soll an die frühen Beziehungen zum Kloster Weingarten erinnern, das neben der seit 1541 endgültig zu Vorderösterreich gehörenden Landvogtei Schwaben der bedeutendste Grundherr im Gemeindegebiet war.
Seit der Eingemeindung nach Horgenzell wird das Wappen nur noch inoffiziell verwendet.

## Pfarrkirche St. Felix und Regula

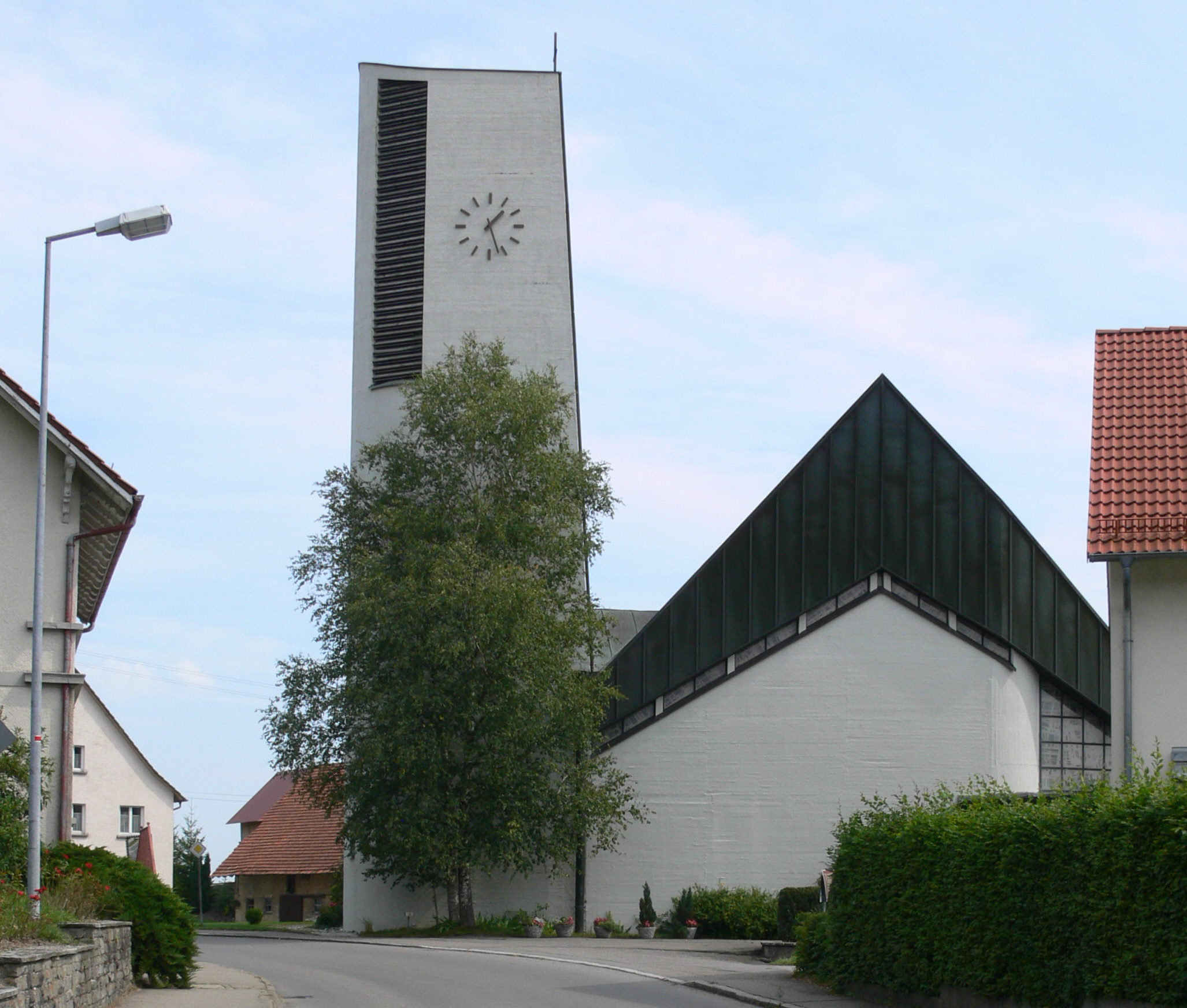
Pfarrkirche

Im 13. Jahrhundert wird Zogenweiler als Zuogenwiller erstmals urkundlich erwähnt. Sicher gab es eine romanisch-frühgotische Pfarrkirche, die auch schon den Zürcher Stadtheiligen Felix und Regula geweiht war. 1831 wurde das Langhaus neu gebaut, der Turm 1875 erhöht. Im dreiseitig geschlossenen, eingezogenen Chor und im unteren Teil des Turmes blieben mittelalterliche Reste erhalten. Ein Foto um 1920 zeigt noch die in sich geschlossene Neurenaissance-Ausgestaltung des Innenraums, die später bei einer „purifizierenden“ Renovierung verloren ging.
1960 wurde die Kirche mitsamt Turm abgerissen bzw. gesprengt. Die daraufhin errichtete neue Kirche entspricht mit den Baumaterialien Beton und Sichtmauerwerk sowie der keilförmig zentrierten Raumform dem architektonischen Geschmack der 1960er Jahre. Nur wenige barocke und neugotische Plastiken leisten die historische Verbindung zu den Vorgängerbauten.

## Regelmäßige Veranstaltungen
Am Tag vor Christi Himmelfahrt bis zum Sonntag des darauf folgenden Wochenendes findet das jährliche Maifest des Musikvereins Zogenweiler statt.